# NWA New York Heavyweight Championship
L'UPW Heavyweight Championship, nato come RPW Heavyweight Championship e promosso anche come NWA Upstate Heavyweight Championship e NWA New York Heavyweight Championship, è un titolo promosso dalla federazione Upstate Pro Wrestling, fino al 2013 associata alla National Wrestling Alliance (NWA).

## Albo d'oro
| Legenda  |                                                                               |
| -------- | ----------------------------------------------------------------------------- |
| #        | Indica il numero del regno titolato                                           |
| Regno    | Viene indicato il numero del regno del campione                               |
| Data     | La data in cui il titolo è stato vinto                                        |
| Località | Indica il luogo in cui il titolo è stato vinto                                |
| Note     | Indica notizie particolari riguardanti i cambi di titolo o altre informazioni |

| #  | Campione         | Regno | Data              | Giorni | Località            | Evento                                       | Note | Fonti  |
| -- | ---------------- | ----- | ----------------- | ------ | ------------------- | -------------------------------------------- | --- | ------ |
| 1  | Kevin Dunn       | 1     | 23 febbraio 2003  | --     | Rochester, New York | House show                                   | In uno spareggio per decretare il campione inaugurale del RPW Heavyweight Championship contro Ian Decay. |        |
| —  | Vacante          | —     | 2003              | —      | —                   |                                              | Il titolo fu reso vacante per motivi non noti. |        |
| 2  | Kid Justice      | 1     | 4 ottobre 2003    | 98     | Rochester, New York | House show                                   | In un torneo per riassegnare il titolo vacante, sconfiggendo in finale Rik Matrix. |        |
| 3  | Charisma         | 1     | 10 gennaio 2004   | 148    | Rochester, New York | House show                                   | Nel maggio 2004 la federazione si è affiliata alla National Wrestling Alliance e il titolo è stato rinominato NWA Upstate Heavyweight Championship.                                                                      |        |
| 4  | H.C. Loc         | 1     | 6 giugno 2004     | 111    | Rochester, New York | Continuing the Tradition                     | | [ 2 ]  |
| 5  | Danny Doring     | 1     | 25 settembre 2004 | 196    | Webster, New York   | Upstate 8                                    | | [ 3 ]  |
| 6  | Glenn Spectre    | 1     | 9 aprile 2005     | 364    | Webster, New York   | Anniversary Anarchy                          | | [ 4 ]  |
| 7  | Brodie Lee       | 1     | 8 aprile 2006     | 238    | Rochester, New York | Anniversary Anarchy II                       | | [ 5 ]  |
| 8  | JImmy Olsen      | 1     | 12 dicembre 2006  | 126    | Henrietta, New York | X-Mas Chaos                                  | | [ 6 ]  |
| 9  | Brodie Lee       | 2     | 7 aprile 2007     | 63     | Henrietta, New York | Anniversary Anarchy III                      | In un War Games Steel Cage Match | [ 7 ]  |
| 10 | JImmy Olsen      | 2     | 9 giugno 2007     | 259    | Henrietta, New York | Continuing the Tradition                     | | [ 8 ]  |
| 11 | Danny Doring     | 2     | 23 febbraio 2008  | 560    | Henrietta, New York | February Fallout                             | Il 1° luglio 2009 il titolo è stato rinominato NWA New York Heavyweight Championship. | [ 9 ]  |
| 12 | Pepper Parks     | 1     | 5 settembre 2009  | 154    | Rochester, New York | Beatdown                                     | | [ 10 ] |
| 13 | Gabe Saint       | 1     | 6 febbraio 2010   | 315    | Rochester, New York | February Fallout                             | | [ 11 ] |
| 14 | John McChesney   | 1     | 18 dicembre 2010  | 49     | Rochester, New York | Corporate Holiday                            | | [ 12 ] |
| 15 | Cheech Hernandez | 1     | 5 febbraio 2011   | 357    | Rochester, New York | February Fallout                             | In un 3-way match a cui prendeva parte anche Ricky Reyes | [ 13 ] |
| 16 | Brodie Lee       | 3     | 28 gennaio 2012   | 407    | Rochester, New York | House show                                   | |        |
| 17 | Cheech Hernandez | 2     | 10 marzo 2013     | 6      | Rochester, New York | House show                                   | |        |
| 18 | Muscle Marcos    | 1     | 16 marzo 2013     | 189    | Rochester, New York | House show                                   | Nel giugno 2013 la federazione ha terminato l'affiliazione con la National Wrestling Alliance, cambiando nome in Upstate Pro Wrestling, e il titolo è stato conseguentemente rinominato in UPW Heavyweight Championship. |        |
| —  | Vacante          | —     | 21 settembre 2013 | —      | —                   | —                                            | Il titolo fu reso vacante per motivi non noti. |        |
| 19 | Cloudy           | 1     | 21 settembre 2013 | 294    | Rochester, New York | House show                                   | In un 4-way match per riassegnare il titolo vacante contro Colin Delaney, Gabreal Saint, e Bill Collier. |        |
| 20 | Coconut Jones    | 1     | 12 luglio 2014    | 301    | Rochester, New York | Red, White & Bruised                         | | [ 14 ] |
| 21 | Maximo Suave     | 1     | 9 maggio 2015     | 455    | Rochester, New York | Anniversary Anarchy 12                       | | [ 15 ] |
| 22 | Mattick          | 1     | 6 agosto 2016     | 280    | Webster, New York   | House show                                   | |        |
| 23 | Bobby Fish       | 1     | 13 maggio 2017    | 84     | Rochester, New York | Anniversary Anarchy 14                       | | [ 16 ] |
| 24 | Nick Ando        | 1     | 5 agosto 2017     | 224    | Rochester, New York | Headlocks & Homeruns                         | | [ 17 ] |
| 25 | Mattick          | 2     | 17 marzo 2018     | 56     | Rochester, New York | March Meltdown                               | | [ 18 ] |
| 26 | Nick Ando        | 2     | 12 maggio 2018    | 91     | Rochester, New York | Anniversary Anarchy 15                       | | [ 19 ] |
| 27 | Lionel Knight    | 1     | 11 agosto 2018    | 118    | Webster, New York   | Headlocks & Homeruns                         | | [ 20 ] |
| 28 | Icon Ace         | 1     | 7 dicembre 2018   | 99     | Brockport, New York | Ghosts Of Christmas Past, Present And Future | | [ 21 ] |
| 29 | Jay Freddie      | 1     | 16 marzo 2019     | 56     | Rochester, New York | March Meltdown                               | | [ 22 ] |
| 30 | Carter Mason     | 1     | 11 maggio 2019    | 126    | Rochester, New York | Anniversary Anarchy                          | | [ 23 ] |
| 31 | H.C. Loc         | 1     | 14 settembre 2019 | 182    | Henrietta, New York | The Wrestlival                               | | [ 24 ] |
| 32 | Coconut Jones    | 2     | 14 marzo 2020     | 546    | Rochester, New York | March Meltdown                               | | [ 25 ] |
| 33 | Cloudy           | 2     | 11 settembre 2021 | 358    | Rochester, New York | Business as Usual                            | | [ 26 ] |
| 34 | Chip Stetson     | 1     | 4 settembre 2022  | 97     | Rochester, New York | Cage Wars                                    | | [ 27 ] |
| 35 | Hellcat          | 1     | 10 dicembre 2022  | 0      | Rochester, New York | The Fight before Christmas                   | | [ 28 ] |
| 36 | Chris Cayden     | 1     | 10 dicembre 2022  | 162    | Rochester, New York | The Fight before Christmas                   | | [ 28 ] |
| 37 | Maximo Suave     | 2     | 21 maggio 2023    | 145    | Rochester, New York | Year 20                                      | | [ 29 ] |
| —  | Vacante          | —     | 13 ottobre 2023   | —      | —                   | —                                            | Il titolo fu reso vacante per motivi non noti. |        |
| 38 | Chris Cayden     | 2     | 13 ottobre 2023   | 0      | Greece, New York    | Brawl at the Mall                            | In una battle royal per riassegnare il titolo vacante. | [ 30 ] |
| 39 | Shayne Steson    | 1     | 13 ottobre 2023   | 303    | Greece, New York    | Brawl at the Mall                            | | [ 30 ] |
| 40 | Chris Cayden     | 3     | 11 agosto 2024    | 118    | Henrietta, New York | Totally Sanctioned                           | | [ 31 ] |
| 41 | Glenn Spectre    | 1     | 7 dicembre 2024   | 91     | Henrietta, New York | The Fight before Christmas                   | | [ 32 ] |
| 42 | Troy Cooper      | 1     | 8 marzo 2025      | 145+   | Henrietta, New York | March Meltdown                               | | [ 33 ] |